# Dãy núi Con Voi
Dãy núi Con Voi là một dãy núi ở vùng Đông Bắc Việt Nam, ngăn cách thung lũng sông Thao (sông Hồng) với thung lũng sông Chảy. Dãy này nói chung cao trên 1000 m. Đỉnh cao nhất là núi Cái, cao 1450 m. Dãy núi dài khoảng 200 km, rộng khoảng 10 km. Hướng cơ bản của nó là tây bắc-đông nam. Hai bên sườn dãy núi thấp dần xuống thành những vùng đồi xen lẫn núi thấp 500–500 m.
Dãy núi Con Voi là phần cuối cùng của đới trượt cắt Sông Hồng chạy dài từ Vân Nam Trung Quốc xuống Đông Bắc Việt Nam được hình thành cách đây khoảng 23 đến 25 triệu năm. Nó được cấu tạo bằng paragneis phân phiến, migmatit, amphibolit và mylonit.